# Љуба Земунац
Љубомир Магаш, у јавности познат као Љуба Земунац (Земун, 27. мај 1948 — Франкфурт, 10. новембар 1986) био је криминалац и боксер и један од најпознатијих личности југословенског подземља

## Биографија
Рођен је 27. маја 1948. године у Земуну у породици Шиме Магаша, пореклом из Вињерца поред Задра и Росе, рођене Ћурчић, а са породицом се касније преселио на Звездару. Са шест година је остао без оца, који се растао од његове мајке. Учио је ауто-лимарски занат, али га није завршио. Радио је једно време у погону ИМТ у Добановцима. У полицији је први пут регистрован 1964. године, као напасник. У наредних неколико година често је привођен углавном због ситних кривичних дела: гребања аутомобила, претњи, туча, отмица торби. На Звездари је почео да се бави аматерским боксом и уличним тучама. Суд у Београду му је 1965. одредио казнено поправну мјеру слања у Дом за малољетне преступнике у Нишу. Године 1967. је у једној тучи на Технолошком факултету тешко пребио студента Владимира Вучковића, па је у страху од полиције, први пут побегао у Аустрију. Исте године када се вратио из иностранства осумњичен је да је заједно са Радетом Ћалдовићем Ћентом и Зораном Милосављевићем Робијом силовао једну девојку. За ово дело је добио три године затвора у Сремској Митровици. Двије године робије је провео у затвору у Сремској Митровици. Убрзо након изласка из затвора у марту 1971. године нашао се на Интерполовој потерници због крађе аутомобила. Истог тренутка кад је издата потерница, Магаш се нашао у бекству заједно са својим пријатељем Ђанијем са којим је побегао у Италију. Седамдесетих година 20. вијека је боравио у западној Европи гдје се бавио пљачкама и изнудама. Осумњичен је за убиство Вељка Кривокапића 27. октобра 1978. у кафеу „Хауп трост” у Бечу. Убио га је Горан Вуковић звани Мајмун испред обласног суда у Франкфурту.